# Peyrissac
Peyrissac is een gemeente in het Franse departement Corrèze (regio Nouvelle-Aquitaine) en telt 140 inwoners (1999). De plaats maakt deel uit van het arrondissement Tulle.

## Geografie
De oppervlakte van Peyrissac bedraagt 5,9 km², de bevolkingsdichtheid is 23,7 inwoners per km².
De onderstaande kaart toont de ligging van Peyrissac met de belangrijkste infrastructuur en aangrenzende gemeenten.

## Demografie
Onderstaande figuur toont het verloop van het inwonertal (bron: INSEE-tellingen).